# Barna juharcincér
A barna juharcincér (Alosterna tabacicolor) a cincérfélék családjába tartozó, Eurázsiában honos, különféle lombos fákon, cserjéken élő bogárfaj. 

## Megjelenése
A barna juharcincér testhossza 6-10 mm. Testalkata karcsú, megnyúlt. Alapszíne fekete, szárnyfedői vörösbarnák; a szárnyfedők varrata és vége legtöbbször sötétbarna vagy feketés; néha az oldalszegély is sötét. Lábai vörösbarnák, a lábfejek, a lábszárak és esetleg a hátulsó comb vége sötétbarna. Csápja barna, a tőíz vége általában világosabb. Feje és előtora sűrűn és durván pontozott, szárnyfedőin durva, lemetszett, kissé hosszúkás és éles szegélyű pontokkal, amelyek hátrafelé fokozatosan finomodnak. Felszínét ritkás, vöröses szőrök borítják.

## Elterjedése és életmódja
Eurázsiában honos, a Brit-szigetektől a Kaukázuson és Dél-Szibérián keresztül a Távol-Keletig és Japánig. Magyarországon a hegy- és dombvidékeken mindenütt előforduló, gyakori faj. 
Lárvája különböző lombos fák és bokrok (főleg juhar, fűz, mogyoró és gyertyán, nagyon ritkán fenyő is) nedvesen korhadó, elhalt ágaiban él. Két évig fejlődik, tavasszal a fában bábozódik be. Az imágó április végétől júliusig rajzik. Nappal aktív, általában virágokon, árnyas helyeken látható. 

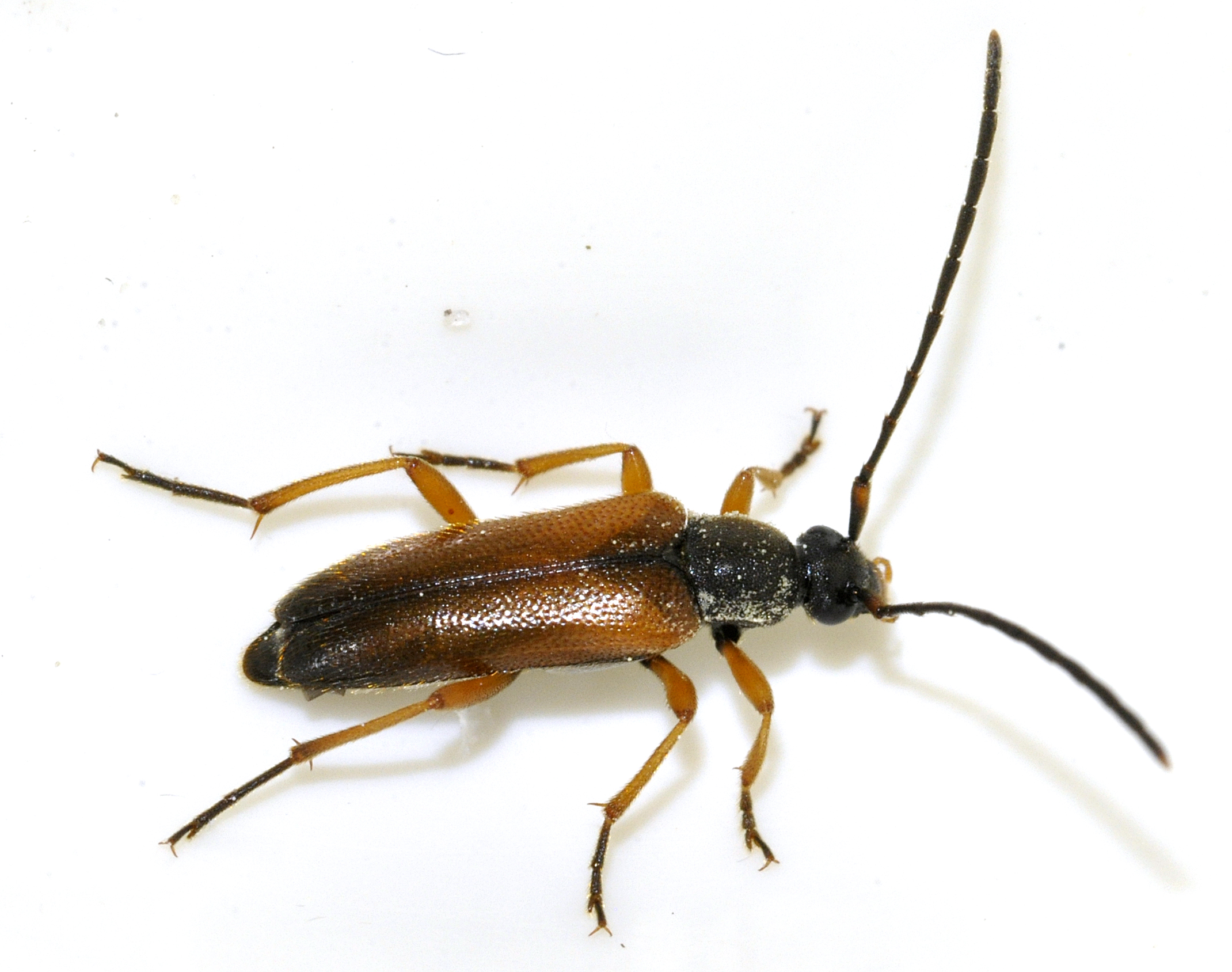
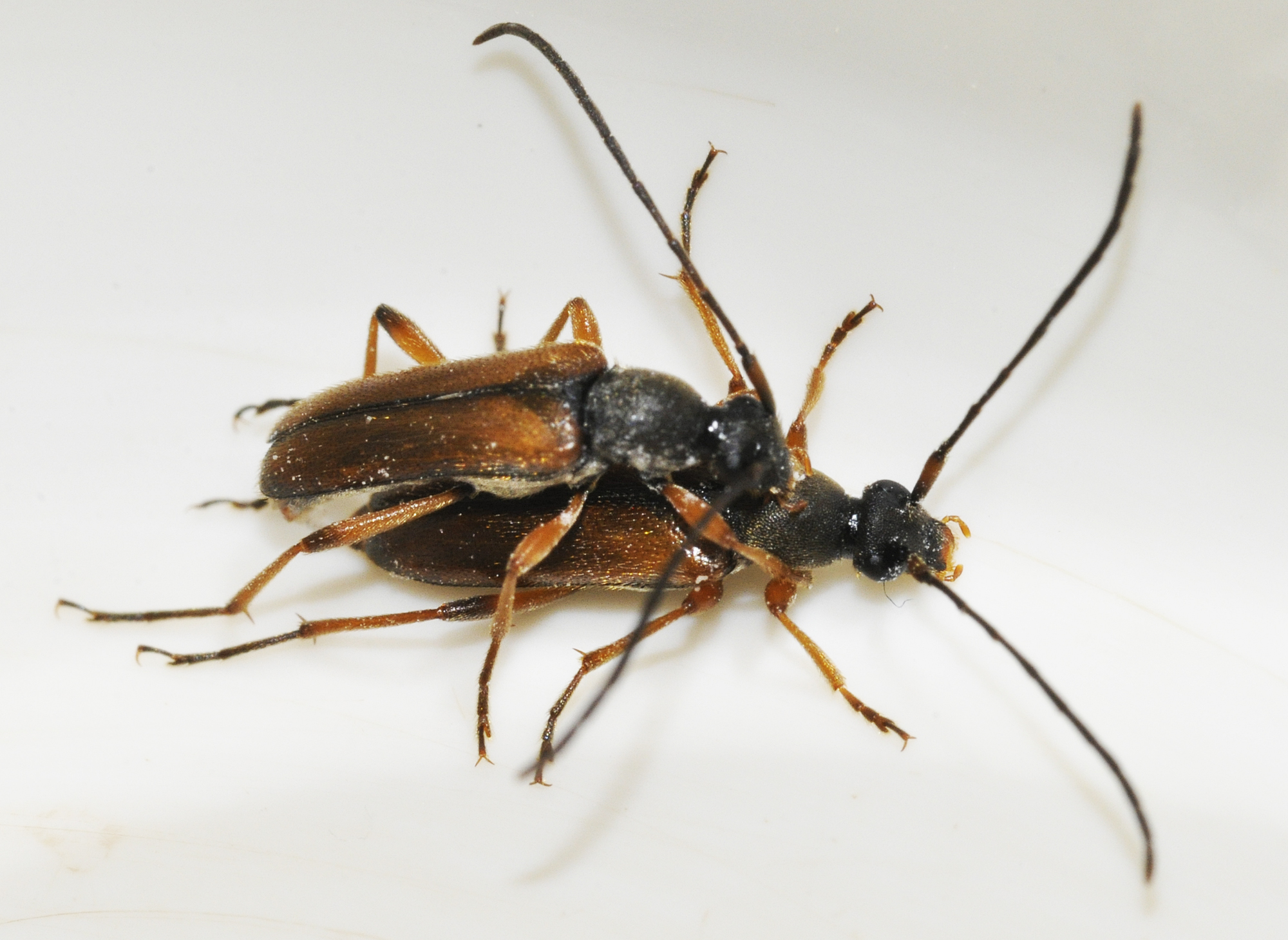
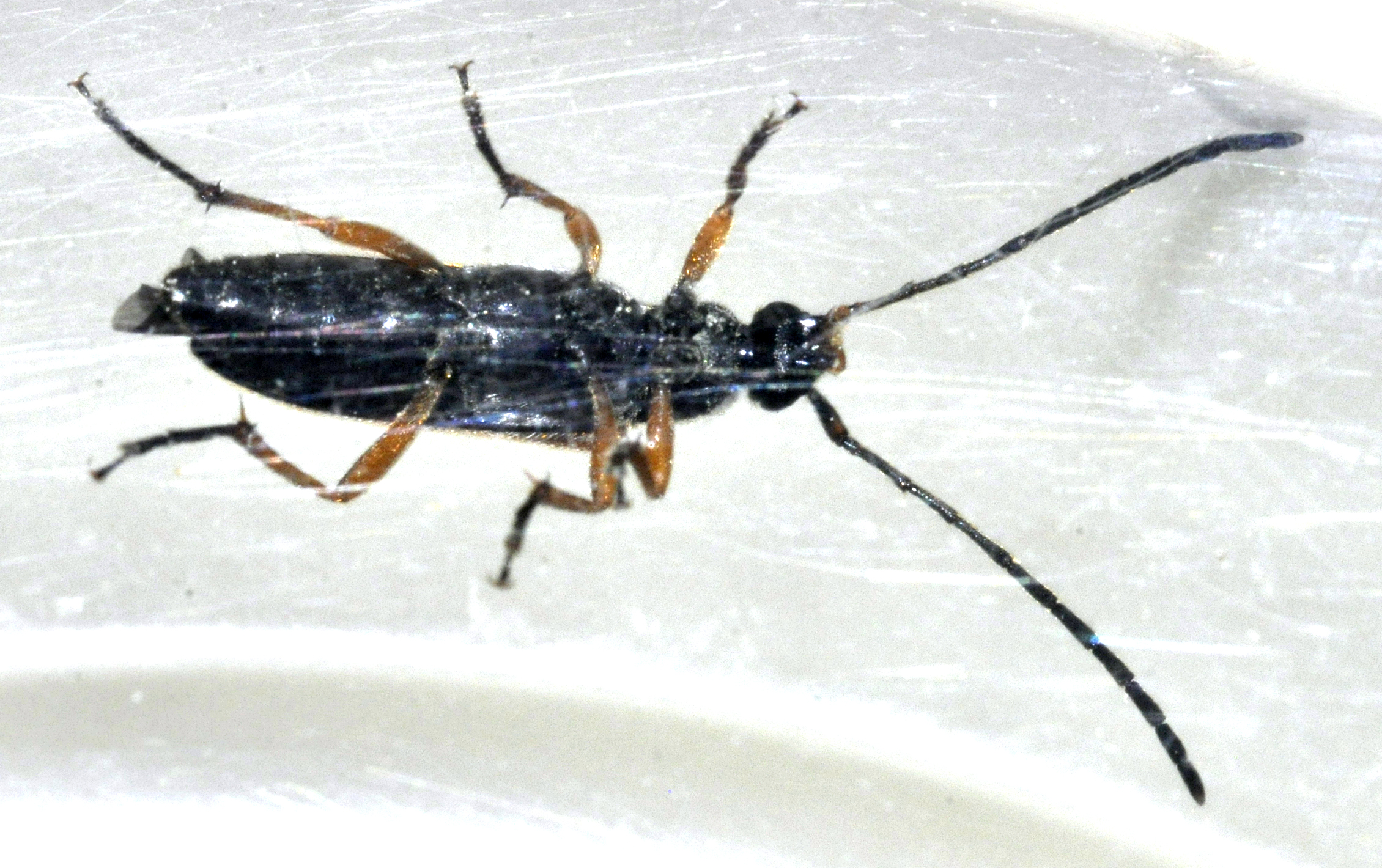
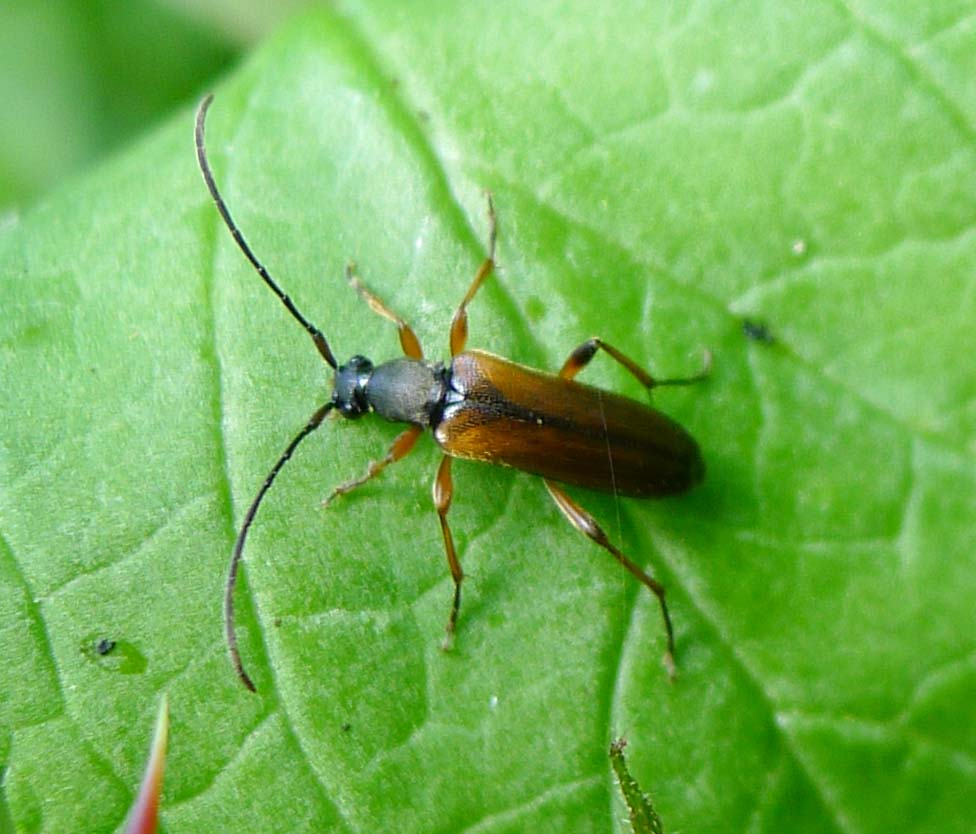
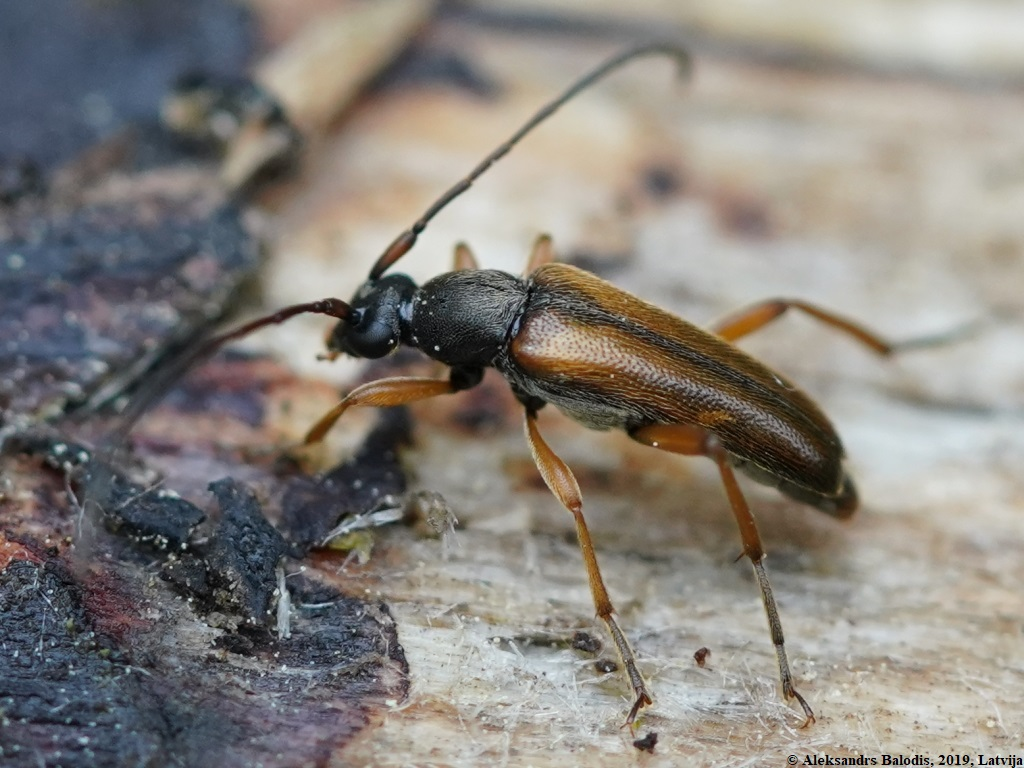

Magyarországon nem védett.